# Edwin Niblock Lightfoot
Pour les articles homonymes, voir Lightfoot.
Edwin Niblock Lightfoot, né le 25 septembre 1925 à Wauwatosa (Wisconsin) et mort le 2 octobre 2017 à Madison (Wisconsin), est un physico-chimiste américain connu pour ses travaux sur les phénomènes de transport en physique, chimie et biologie, les phénomènes de diffusion-réaction et les procédés de séparation.

## Biographie
Lightfoot reçoit un BSc et un PhD en chimie physique à l'Université Cornell à New-York. Il entre alors dans la société Pfizer à Brooklyn où il travaille sur des procédés de séparation et de purification de molécules biologiques. Puis il entame une carrière académique à l'université du Wisconsin à Madison dans le département d'ingénierie chimique et biologique. Ses recherches portent sur les systèmes biologiques. Il est actuellement professeur émérite (chaire Hilldale).

## Récompenses
- National Medal of Science en 2004[2].
- Prix E. V. Murphree in Industrial and Engineering Chemistry de l'American Chemical Society en 1994.
- Prix Warren K. Lewis de l'American Institute of Chemical Engineers en 1991.
- Élu à l'Académie nationale d'ingénierie des États-Unis en 1979.

## Ouvrages
- (en) Robert Byron Bird, Warren Earl Stewart et Edwin Niblock Lightfoot, Transport Phenomena, John Wiley & Sons, 2007 (ISBN 0-470-11539-4).
- (en) Edwin Niblock Lightfoot, Transport Phenomena and Living Systems: Biomedical Aspects of Momentum and Mass Transport, John Wiley & Sons, 1974 (ISBN 978-0471535157)